# My Point of View
My Point of View е вторият студиен албум на пианиста Хърби Хенкок. Излиза през 1963 година с помощта на Блу Ноут Рекърдс, а каталожният му номер е BLP 4126 и BST 84126.

## Персонал
В този продукт Хенкок прави персонални промени и излиза извън рамките на традиционния за хард бопа квинтет. Тук барабанистът Тони Уилямс е на мястото на Били Хигинс. Уилямс е едва на 17, и се присъединява към Хенкок и втория велик Квинтет на Майлс Дейвис два месеца по-късно в изработването на две песни от Seven Steps to Heaven. Доналд Бърд замества Фреди Хъбърд на тромпет, същият Бърд е сътрудник на Хенкок в дебюта на последния за Блу Ноут в албума от 1961 г. Royal Flush. И накрая, Декстър Гордън е заменен от Хенк Моубли, а Грант Грийн е на китара в песните Blind Man Blind Man и And What If I Don't.

## Песни
1. Blind Man, Blind Man – 8:19
2. A Tribute to Someone – 8:45
3. King Cobra – 6:55
4. The Pleasure Is Mine – 4:03 (неправилно формулирана като 8:00 на преиздаденото CD)
5. And What If I Don't – 6:35
6. Blind Man, Blind Man (алтернативен вариант) – 8:21 (само в преизданието)

## Тематично направление
Blind Man, Blind Man ('Слепецо, слепецо') е написана от Хенкок, който се опитва да направи възстановка на „нещо свързано с моя негърски произход“. Слепецът, който стои в ъгъла с китара в ръка, е всъщност едно от нещата, които Хенкок преживява в квартала си в Чикаго. Тази песен напомня за Watermelon Man, един от хитовете му. Според Хенкок, King Cobra е опит да се "излезе извън течението [на джаз песните и акорди) и да се отиде в необичайни посоки".